# Pat Cleveland
Patricia Cleveland, detta Pat (New York, 23 giugno 1950), è una modella statunitense.
Attiva a partire dalla fine degli anni '60, è stata una delle prime modelle afro-americane della storia.

## Primi anni
Patricia Cleveland nacque il 23 giugno del 1950 a New York da una famiglia originaria della Georgia: suo padre era Johnny Johnston, un sassofonista jazz di origini irlandesi e svedesi; sua madre, invece, era Lady Bird Cleveland, un'artista afro-americana. I suoi genitori però ben presto si separarono e Patricia Cleveland andò a vivere insieme alla madre in un quartiere dell'East Harlem, che lei stessa definisce "Golden Edge", ovvero "Confine d'oro", poiché era un luogo dove molte culture, come quella ebrea, afroamericana e portoricana, si incontravano.
Fin da giovane Patricia Cleveland era interessata al mondo delle arti e dello spettacolo; frequentò quindi la Fiorello H. LaGuardia High School di New York, specializzata in questo tipo di discipline, con il progetto di diventare una stilista.

## Carriera

### Esordi
Patricia Cleveland aveva anche da giovane uno stile proprio, tanto che un giorno, quando aveva solo 14 anni, mentre si trovava in metropolitana con un amico mentre andava a scuola, fu notata da un fashion editor di Vogue. Quest’ultimo invitò la ragazza a visitare gli uffici di Vogue e qualche tempo dopo la rivista pubblicò un articolo su di lei, definendola un talento nascente per la moda. Questo articolo permise a Patricia Cleveland di avvicinarsi alla rivista Ebony Magazine, che le diede l’opportunità di esibirsi come modella per il tour nazionale della Fashion Fair. Pat accettò la proposta; decise di abbandonare gli studi per dedicarsi alla carriera da modella, lasciando da parte le sue aspirazioni da stilista.
Questo era il periodo delle lotte contro il razzismo negli Stati Uniti e Patricia Cleveland, essendo lei una delle prime modelle afro-americane, incontrò diverse difficoltà. Come racconta la modella stessa, a causa di questo radicale razzismo, venne anche rifiutata da case di moda e da stiliste importanti di quell'epoca. Tuttavia durante il tour di Ebony attirò immediatamente l'attenzione di due grandi designer, Jacques Tiffeau e Stephen Burrows. A 18 anni posò per Wilhelmina Models dopo che la grande stilista Eileen Ford l'aveva rifiutata a causa della sua razza.
In questo periodo Patricia Cleveland lavorò con molte delle persone più illustri del settore della moda dell'epoca, tra cui Diana Vreeland, importante giornalista francese di moda; fu fotografata da importanti fotografi, come Irving Penn e divenne anche una musa per Salvador Dalí. A 20 anni, nel giugno del 1970, apparve per la prima volta come modella su Vogue America, fotografata da Berry Berenson; nello stesso anno apparve sul primo numero della rivista Essence.

### Trasferimento a Parigi
Nel 1971 Patricia Cleveland si trasferì a Parigi e diventò subito modella per Karl Lagerfeld, il designer principale di Chloé. Negli anni seguenti fece da modella per designer come Valentino, Oscar de la Renta, Yves Saint Laurent, Thierry Mugler, Renato Balestra, Diane von Fürstenberg e Christian Dior. Con Karen Bjornson, Anjelica Huston, Alva Chinn, Elsa Peretti e Pat Ast, divenne una delle modelle preferite da Halston, il famoso stilista americano.
La sua carriera raggiunse il suo apice con la partecipazione a uno degli eventi più importanti per il mondo della moda: The Battle of Versailles Fashion Show. Il 28 novembre del 1973 cinque designer francesi, Yves Saint Laurent, Hubert de Givenchy, Pierre Cardin, Emanuel Ungaro e Marc Bohan di Christian Dior, sfidarono in una "battaglia di moda" alcuni stilisti americani, tra cui Bill Blass, Oscar de la Renta, Anne Klein, Halston e Stephen Burrows. L'evento fu uno spettacolo internazionale a cui parteciparono importanti scrittori e editorialisti del settore, ricchi imprenditori, reali e politici; il suo aspetto più rivoluzionario fu la sfilata di 10 modelle nere su 36, un fatto senza precedenti per l'epoca.

### Ritorno negli Stati Uniti
Anche in America le cose stavano incominciando a cambiare: nell'agosto del 1974, per esempio, una modella afro-americana apparve per la prima volta sulla copertina di Vogue America. Patricia Cleveland decise dunque di tornare negli Stati Uniti e iniziò ad apparire sulle copertine di riviste come Vanity Fair, Interview, Essence, Harper's Magazine, Cosmopolitan, Women's Wear Daily, L'Officiel, The Sunday Times Magazine, GQ, Vogue Paris, W e Elle.

### Vita privata
Nel 1978 Pat sposò il modello Martin Snaric, da cui divorziò poco dopo. Nel 1982 si sposò nuovamente con l'ex modello e fotografo di moda olandese Paul van Ravenstein, dal quale ebbe due figli, Noel van Ravenstein (nato nel 1984) e Anna Cleveland van Ravenstein (nata nel 1989), a sua volta diventata una modella.
Nel 1980 il termine top model venne utilizzato per descrivere Patricia. Il redattore americano della rivista Vogue André Leon Talley scrisse: "Lei è la modella superstar di tutti i tempi" in un articolo per il numero di giugno del 1980 della rivista Ebony; Talley la definì inoltre "La prima top model nera delle passerelle internazionali".

### Ritorno nel mondo dello spettacolo
Dopo la nascita dei figli, Patricia Cleveland si allontanò temporaneamente dalla moda per occuparsi della famiglia. Qualche anno dopo riprese le attività e fondò nel 1995 la propria agenzia di modelle a Milano. Introdusse poi anche la figlia Anna Cleveland nel mondo della moda: nel 2003 madre e figlia comparvero per la prima volta insieme nella sfilata della Fashion week di Chanel a Parigi.
In seguito Patricia Cleveland partecipò a numerosi show televisivi e documentari: nel 2010 infatti apparve nel documentario Ultrasuede, in Search of Halston e lo stesso anno apparve come giudice ospite nel reality televisivo America's Next Top Model. Nel 2012 apparve in altri due documentari sulla moda: Versailles '73: American Runway Revolution, che racconta l'evento di gala tenuto a Versailles nel 1973, e About Face: Supermodels Then and Now di Timothy Greenfield-Sanders, che racconta come certi concetti di bellezza siano cambiati negli anni e altri, invece, non abbiano età.
Nel 2013, apparve in The Face, un reality show televisivo a tema modellistico condotto dalla modella Naomi Campbell, e in una campagna pubblicitaria per MAC Cosmetics con le modelle Jerry Hall e Marisa Berenson.
Nel 2014 Patricia Cleveland sfilò per la Spring Collection di Moschino a Milano. Nel 2015 a New York, durante la Fashion week, lei e sua figlia Anna Cleveland sfilarono per la sua nuova collezione estiva di Zac Posen. Sempre quello stesso anno madre e figlia furono scelte per una campagna pubblicitaria per Lanvin, prestigiosissima casa di moda francese. Nel 2016 sfilò per H&M durante Fashion week di Parigi; apparve inoltre sulla copertina di Vogue Italia con la sua famiglia e su quella di Vogue Spagna.
Sempre nel 2016 viene pubblicato il libro scritto dalla stessa Pat, la sua autobiografia, Walking with the Muses: A Memoir, dove racconta i suoi primi anni di vita ad Harlem e la sua carriera nell'industria della moda.
Nel febbraio 2019 sfila per Hellessy e Naeem Khan alla New York Fashion week e nel marzo dello stesso anno a Parigi durante la Fashion week per Tommy Hilfiger, insieme a Zendaya.
Qualche giorno dopo, Patricia Cleveland fu portata d'urgenza all'American Hospital di Parigi, dove subì un intervento chirurgico d'urgenza, dopo che i medici francesi avevano scoperto che aveva un cancro al colon. Poco dopo l'operazione, il marito di Pat, Paul, annunciò che lei non aveva un'assicurazione medica sufficiente a coprire il costo dell'intervento; il marito stesso creò una pagina di donazioni, per aiutare a pagare le spese mediche della moglie. Alla campagna aderirono diversi esponenti del mondo della moda, tra cui designer come Anna Sui, Marc Jacobs, Zac Posen, Thierry Mugler, modelle come Kimora Lee Simmons, Carla Bruni, Helena Christensen, Marisa Berenson e la stilista e giornalista di moda Katie Grand. Nel settembre 2019, dopo ulteriori cure, Patricia tornò in passerella, sfilando per le mostre della Primavera Estate 2020 per le designer Nicole Miller e Chiara Boni.
Dal periodo dell'intervento, Patricia Cleveland vive con suo marito vicino a Morristown, nel New Jersey.